# Vierschanzentournee 1967/68
Bei der 16. Vierschanzentournee 1967/68 fand das Springen in Oberstdorf am 30. Dezember statt, am 1. Januar folgte das Springen in Garmisch-Partenkirchen und am 6. Januar das Springen in Innsbruck. Die Veranstaltung in Bischofshofen wurde am 7. Januar durchgeführt. Die Tournee war der erste Höhepunkt der Skisprungsaison 1967/68.

## Nominierte Athleten
In der Olympiasaison 1968 war die 16. Vierschanzentournee das erste aussagekräftige Kräftemessen der Weltspitze im Skispringen vor den Olympischen Spielen in Grenoble. Mit dem Norweger Wirkola als amtierenden Doppelweltmeister und dem Finnen Kankkonen als Olympiasieger von der Normalschanze waren zwei Tourneesieger am Start, die zum engsten Favoritenkreis zählten. Hinzu kam aus der DDR Vizeweltmeister Dieter Neuendorf, der bis dahin schon einmal Zweiter und einmal Dritter der Tourneegesamtwertung geworden war. Diese drei Springer hatten seit 1965 die Tournee geprägt. Auch die Springer aus Österreich, der Tschechoslowakei und Wirkolas Mannschaftskollegen wurden zum erweiterten Favoritenkreis gezählt, wie es der Tourneeverlauf und die folgenden Olympischen Spiele zeigen sollten.
| Nation             | Athleten |
| ------------------ | --- |
| BR Deutschland     | Walter Lampe, Henrik Ohlmeyer, Franz Keller, Günther Göllner, Wolfgang Happle, Oswald Schinze, Karl-Heinz Munk                                           |
| DDR                | Dieter Neuendorf, Josef Tonhauser, Horst Queck, Peter Lesser, Wolfgang Stöhr, Heinz Schmidt, Manfred Queck, Bernd Karwofsky                              |
| Österreich         | Max Golser, Willy Schuster, Baldur Preiml, Reinhold Bachler, Albert Heim, Walter Schwabl, Ernst Kröll, Franz Salhofer, Sepp Lichtenegger, Erich Schwabl  |
| Finnland           | Veikko Kankkonen, Heikki Väisänen, Topi Mattila, Juhani Ruotsalainen, Keijo Laiho, Seppo Hannula                                                         |
| Frankreich         | Alain Macle, Gilbert Poirot, Jean-Marie Poirot, James Yerrly, Michel Saint Lezer                                                                         |
| Japan              | Tadeo Narida |
| Jugoslawien        | Marjan Pečar, Peter Eržen, Stanko Smolej, Peter Štefančič, Marjan Mesec, Ludvik Zajc                                                                     |
| Italien            | Giacomo Aimoni, Albino Bazana |
| Norwegen           | Björn Wirkola, Ronald Jensen, Odd Hammernes, Per Bjørnstad, Bent Tomtum, Lars Grini                                                                      |
| Polen              | Józef Przybyła, Ryszard Witke, Józef Kocyan, Andrzej Sztolf, Stanisław Murzyniak                                                                         |
| Schweden           | Mats Östman, Håkon Lindbæck, Kjell Sjöberg, Eilert Mähler, Karl-Erik Johansson                                                                           |
| Schweiz            | Hans Schmid, Sepp Zehnder, Richard Pfiffner, Heribert Schmid, Urs Schöni, Jacky Rochat, Alois Kälin                                                      |
| Sowjetunion        | Pjotr Kowalenko, Wladimir Smirnow, Wiktor Krjukow, Gari Napalkow, Nikolai Jablokow, Wjatscheslaw Schtscherbakow, Alexander Iwannikow, Anatoli Scheglanow |
| Tschechoslowakei   | Jiří Raška, Rudolf Höhnl, Zbyněk Hubač, Dalibor Motejlek, Ladislav Divila, Rudolf Doubek, František Rydval                                               |
| Ungarn             | Mihály Gellér, László Gellér, István Tóth |
| Vereinigte Staaten | Martin Jay, Adrian Watt, John Balfanz, John Bawer, Jerry Martin                                                                                          |

## Oberstdorf
- Datum: 31. Dezember 1967[1]
- Land:  BR Deutschland
- Schanze: Schattenbergschanze
- Zuschauer: ca. 10.000

Das Training zum Auftaktspringen war noch von schwierigen Bedingungen vor allem im Auslauf geprägt, so dass fast die Hälfte der Springer stürzte. DDR-Athlet Josef Tonhauser musste mit einer Gehirnerschütterung sogar ins Krankenhaus. Beim Springen selbst konnte sich letztendlich Mitfavorit Dieter Neuendorf bei guten äußeren Bedingungen knapp mit nur 0,8 Punkten Vorsprung durchsetzen. Nach dem ersten Durchgang lag der spätere Tagessieger noch auf Platz vier, Vorjahressieger Wirkola gar nur auf Platz sieben. Der erst neunzehnjährige Norweger Tomtum führte das Feld an, rutschte aber nach einem schwächeren zweiten Durchgang noch auf Platz sechs. Nachdem Neuendorf mit zweitbesten Tagesweite von 77,5 m den Norweger Grini noch abfangen konnte, reichte es für Wirkola mit der Tagesbestweite von 78 m noch für Rang drei. Allerdings trennten Neuendorf und Wirkola nur 1,1 Punkte. In die Phalanx von immerhin fünf Norwegern und drei Springern aus der DDR unter den besten Zehn konnten nur Mitfavorit Jiri Raska und der finnische Altmeister Veikko Kankkonen eindringen.
| Pos. | Springer         | Land             | Punkte |
| ---- | ---------------- | ---------------- | ------ |
| 01   | Dieter Neuendorf | DDR              | 223,0  |
| 02   | Lars Grini       | Norwegen         | 222,2  |
| 03   | Bjørn Wirkola    | Norwegen         | 221,9  |
| 04   | Jiří Raška       | Tschechoslowakei | 218,8  |
| 05   | Roland Jensen    | Norwegen         | 218,6  |
| 06   | Bent Tomtum      | Norwegen         | 215,8  |
| 07   | Manfred Queck    | DDR              | 214,2  |
| 08   | Per Bjørnstad    | Norwegen         | 214,1  |
| 09   | Wolfgang Stöhr   | DDR              | 210,8  |
| 10   | Veikko Kankkonen | Finnland         | 210,6  |

## Garmisch-Partenkirchen
- Datum: 1. Januar 1968[3]
- Land:  BR Deutschland
- Schanze: Große Olympiaschanze
- Zuschauer: 10.000

Das Neujahrsspringen war nach dem ersten Durchgang der erwartete Dreikampf; Wirkola führte vor Neuendorf und Raska. Im zweiten Durchgang bot Neuendorf 89,5 m an, die Wirkola jedoch mit dem neuen Schanzenrekord von 92,5 m konterte. Raska sprang 91,5 m weit, griff aber nach der Landung noch in den Schnee und fiel somit in der Tageswertung und damit auch in der Gesamtwertung zurück. Lachender Dritter war der Österreicher Reinhold Bachler, der sich noch steigern konnte und nach dem zweiten Platz im Vorjahr wieder einen Podestplatz in Garmisch erkämpfte. In der Gesamtwertung konnte Wirkola seinen Vorsprung vor Neuendorf auf fast 10 Punkte ausbauen, der Norweger Grini belegte Platz drei.
| Zwischenstand nach 2 Springen | Zwischenstand nach 2 Springen | Zwischenstand nach 2 Springen |
| Pos.                          | Springer                      | Punkte                        |
| ----------------------------- | ----------------------------- | ----------------------------- |
| 01.                           | Wirkola                       | 458,1                         |
| 02.                           | Neuendorf                     | 448,2                         |
| 03.                           | Grini                         | 432,0                         |

| Pos. | Springer         | Land             | Punkte |
| ---- | ---------------- | ---------------- | ------ |
| 01   | Bjørn Wirkola    | Norwegen         | 236,2  |
| 02   | Dieter Neuendorf | DDR              | 225,2  |
| 03   | Reinhold Bachler | Österreich       | 218,4  |
| 04   | Bent Tomtum      | Norwegen         | 215,5  |
| 05   | Ladislav Divila  | Tschechoslowakei | 213,2  |
| 06   | Lars Grini       | Norwegen         | 209,8  |
| 07   | Zbyněk Hubač     | Tschechoslowakei | 209,1  |
| 08   | Józef Kocyan     | Polen            | 207,7  |
| 09   | Horst Queck      | DDR              | 207,2  |
| 10   | Gilbert Poirot   | Frankreich       | 206,9  |

## Innsbruck
- Datum: 6. Januar 1968[5]
- Land:  Österreich
- Schanze: Bergiselschanze

Auf dem Bergisel schlug die Stunde der sowjetischen Springer. Nach einem Wetterumschwung in der Nacht vor dem Wettbewerb setzte Tauwetter ein, welches die Anlaufspur verlangsamte. Nur waren absprungkräftige Springer gefragt und zu denen gehörten die Springer aus der Sowjetunion. Der bis dahin unter Wert geschlagenen Mannschaft gelang es, nach dem ersten Durchgang allein fünf Springer unter den besten Zehn zu platzieren. Es führte zu diesem Zeitpunkt Pjotr Kowalenko vor Wirkola, Raska und dem 19-jährigen Napalkow. Mit Wolfgang Stöhr (6.), Dieter Neuendorf (7.) und Heinz Schmidt (10.) komplettierten drei DDR-Springer das Zehnerfeld. Im zweiten Durchgang konnte Kowalenko seinen Sprung nicht stehen, aber Napalkow konnte mit der Tagesbestweite von 91 m Wirkola den Sieg noch entreißen. Die Mitfavoriten Neuendorf und Raska verloren in der Gesamtwertung weitere Punkte auf Wirkola, so dass der Norweger nach drei Springen schon fast uneinholbar den Gesamtsieg vor Augen hatte.
| Zwischenstand nach 3 Springen | Zwischenstand nach 3 Springen | Zwischenstand nach 3 Springen |
| Pos.                          | Springer                      | Punkte                        |
| ----------------------------- | ----------------------------- | ----------------------------- |
| 01.                           | Wirkola                       | 679,0                         |
| 02.                           | Neuendorf                     | 656,0                         |
| 03.                           | Grini                         | 638,7                         |

| Pos. | Springer           | Land             | Punkte |
| ---- | ------------------ | ---------------- | ------ |
| 01   | Gari Napalkow      | Sowjetunion      | 222,5  |
| 02   | Bjørn Wirkola      | Norwegen         | 220,9  |
| 03   | Jiří Raška         | Tschechoslowakei | 215,5  |
| 04   | Anatoli Scheglanow | Sowjetunion      | 212,7  |
| 05   | Dieter Neuendorf   | DDR              | 207,8  |
| 06   | Bent Tomtum        | Norwegen         | 207,7  |
| 07   | Lars Grini         | Norwegen         | 206,7  |
| 08   | Wolfgang Stöhr     | DDR              | 205,0  |
| 09   | Ryszard Witke      | Polen            | 203,1  |
| 10   | Heinz Schmidt      | DDR              | 200,1  |

## Bischofshofen
Der Tschechoslowake Jiri Raska war beim letzten Springen das Maß der Dinge. Bereits im ersten Durchgang hatte er mit der Tagesbestweite von 98,5 m  den Grundstein für den Tagessieg gelegt. Die gute Gesamtleistung der Tschechoslowaken rundeten Hubac mit Platz 3 und Motejlek mit Platz 5 ab. Auch die sowjetischen Springer brachten mit Scheglanow wieder einen Athleten aufs Podest. Innsbruck-Sieger Napalkow, nach Durchgang eins noch aussichtsreich auf Platz fünf liegend, vergab seine Chancen auf einen Podestplatz durch einen schlechteren zweiten Sprung wie so viele andere Springer auch. Dieter Neuendorf zeigte bereits im ersten Durchgang Nerven und landete am Tagesende gemeinsam mit dem Österreicher Bachler auf Platz acht. Die Überraschung des tages war allerdings der Ungar Laszlos Geller, der mit Platz zehn das bisher beste Tagesergebnis eines ungarischen Springers erreichte.
- Datum: 7. Januar 1968[8]
- Land:  Österreich
- Schanze: Paul-Außerleitner-Schanze
- Zuschauer: 6000

| Pos. | Springer           | Land             | Punkte |
| ---- | ------------------ | ---------------- | ------ |
| 01   | Jiří Raška         | Tschechoslowakei | 215,9  |
| 02   | Anatoli Scheglanow | Sowjetunion      | 201,4  |
| 03   | Zbyněk Hubač       | Tschechoslowakei | 199,8  |
| 04   | Bjørn Wirkola      | Norwegen         | 197,8  |
| 05   | Dalibor Motejlek   | Tschechoslowakei | 197,1  |
| 06   | Baldur Preiml      | Österreich       | 196,9  |
| 07   | Manfred Queck      | DDR              | 195,0  |
| 08   | Reinhold Bachler   | Österreich       | 192,9  |
| 08   | Dieter Neuendorf   | DDR              | 192,9  |
| 10   | László Gellér      | Ungarn           | 192,8  |

## Tournee-Endstand
Nachdem spätestens ab Innsbruck der zweite Tourneesieg Wirkolas feststand, konnte es in Bischofshofen nur noch um die weiteren Podestplätze gehen. Hinzu kam, das der bis dahin Drittplatzierte Norweger Grini nach einer Schulterprellung beim letzten Springen nicht mehr an den Start gehen konnte. Da Raska bei seinem Tagessieg noch über 20 Punkte auf Neuendorf gut machte, gelang es ihm am Ende, den DDR-Springer noch auf Platz drei zu verweisen. Mit einem Podestplatz in Garmisch, wo Raska durch einen Griff in den Schnee weit zurückfiel, hätte er Wirkola unter Umständen den Tourneesieg noch streitig machen können. Auch der sowjetische Innsbruck-Sieger Napalkow wäre bei besseren Platzierungen vor allem in den ersten Springen noch ein Podestkandidat gewesen. Vor allem aber der 46. Platz in Garmisch ließ ihn am Ende nur auf Platz sechs einkommen. Somit könnte Björn Wirkola seinen zweiten Tourneesieg feiern, Bent Tomtum bestätigte die Stärke der Norweger mit Platz vier. Einen sehr starken Eindruck hinterließ auch die tschechoslowakische Mannschaft, die als einzige 3 Springer in die Top Ten bringen konnte. Dieser Eindruck bestätigte sich kurz darauf mit Raskas Olympiasieg auf der Normalschanze. Dieter Neuendorf blieb nach Platz zwei und drei in den Vorjahren der Tourneeerfolg erneut versagt. Neben ihm sorgte vor allem Wolfgang Stöhr für einen positiven Eindruck, der mit Platz sieben sein bestes Tourneeergebnis erreichte. Das Neuendorf nach einer schweren Knieverletzung, die er bei einem Mattensprunglauf im Herbst 1968 erlitten hatte, nicht mehr in den Springerzirkus zurückkehrte, konnte zu diesem Zeitpunkt keiner ahnen.
| Rang | Name               | Nation           | Gesamt- wertung | Oberst- dorf | Garmisch- Partenk.- | Inns- bruck | Bischofs- hofen |
| ---- | ------------------ | ---------------- | --------------- | ------------ | ------------------- | ----------- | --------------- |
| 01   | Bjørn Wirkola      | Norwegen         | 876,8           | 221,9 / 03.  | 236,2 / 01.         | 220,9 / 02. | 197,8 / 04.     |
| 02   | Jiří Raška         | Tschechoslowakei | 851,8           | 218,8 / 04.  | 201,6 / 21          | 215,5 / 03. | 215,9 / 01.     |
| 03   | Dieter Neuendorf   | DDR              | 848,9           | 223,0 / 01.  | 225,2 / 02.         | 207,8 / 05. | 192,9 / 08.     |
| 04   | Bent Tomtum        | Norwegen         | 822,3           | 215,8 / 06.  | 215,5 / 04.         | 207,7 / 06. | 183,8 / 21.     |
| 05   | Zbyněk Hubač       | Tschechoslowakei | 817,0           | 208,5 / 11.  | 209,1 / 08.         | 199,6 / 11. | 199,8 / 03.     |
| 06   | Gari Napalkow      | Sowjetunion      | 807,8           | 204,8 / 0    | 191,1 / 46.         | 222,5 / 01. | 189,4 / 13.     |
| 07   | Wolfgang Stöhr     | DDR              | 804,5           | 210,8 / 09.  | 201,8 / 20.         | 205,0 / 08. | 186,9 / 15.     |
| 08   | Anatoli Scheglanow | Sowjetunion      | 803,0           | 183,0 / 0    | 205,9 / 12.         | 212,7 / 04. | 201,4 / 02.     |
| 09   | Dalibor Motejlek   | Tschechoslowakei | 799,4           | 204,7 / 0    | 200,3 / 24.         | 197,3 / 16. | 197,1 / 05.     |
| 10   | Ryszard Witke      | Polen            | 790,7           | 203,6 / 0    | 193,2 / 39.         | 203,1 / 09. | 190,8 / 11.     |